# Comté de Northern Sunrise
Le Comté de Northern Sunrise est un district municipal situé au nord-ouest de la province de l'Alberta au Canada. Il fait partie de la division provinciale de recensement N°17 de l'Alberta.
Le district municipal fait partie de la Région de la Rivière de la Paix. Son chef-lieu est à l'est de Peace River.
La superficie du comté est de 21,141 km². Sa population s'élevait à 1 747 habitants au recensement de 2006.
Le district municipal compte autour de 25 % de Franco-Albertains. Il est situé à côté du comté de Smoky River N° 130 qui est majoritairement francophone.

## Démographie
| 2001  | 2006  | 2011  | 2016  |
| ----- | ----- | ----- | ----- |
| 2 123 | 1 747 | 1 791 | 1 891 |

## Communautés et localités
Villages
- Nampa

Hameaux
- Cadotte Lake
- Little Buffalo
- Marie Reine
- Reno
- St. Isidore

Localités
- Atikamisis Lake Settlement
- Bison Lake
- Cardinal Point
- Harmon Valley
- Judah
- L'Hirondelle
- Lubicon Lake
- Marten River
- Martin River
- Martin River Subdivision
- Simon Lakes
- South Calling Lake
- Springburn
- Three Creeks
- Wabasca Settlement
- Wabiskaw Settlement
- Wesley Creek